# New Line Cinema
New Line Productions, Inc., que opera como New Line Cinema, es un estudio de producción de cine y televisión estadounidense propiedad de Warner Bros. Discovery (WBD). Desde 2008, opera como una unidad cinematográfica de Warner Bros. Pictures.
Fue fundada en 1967 por Robert Shaye como una empresa de distribución de películas independiente; luego se convirtió en un estudio de cine después de ser adquirido por Turner Broadcasting System en 1994; Turner luego se fusionó con Time Warner (más tarde conocido como WarnerMedia de 2018 a 2022, y Warner Bros. Discovery desde 2022) en 1996, y New Line se fusionó con Warner Bros. Pictures en 2008. 
El estudio ha sido apodado "La casa que construyó Freddy" en referencia a Freddy Krueger, debido a que el éxito de la serie de películas Nightmare on Elm Street le dio a la empresa el impulso para crecer dentro de la industria y ser financieramente sostenible. Sin embargo, su propiedad más exitosa fue su adaptación cinematográfica de la trilogía El Señor de los Anillos de JRR Tolkien con considerable éxito comercial y numerosos premios de la Academia.

## Historia
New Line Cinema fue fundada en 1967 por Robert Shaye, que entonces tenía 27 años, como una empresa de distribución de películas que suministraba películas extranjeras y artísticas para los campus universitarios de los Estados Unidos. Shaye operaba las oficinas de New Line desde su apartamento en 14th Street y Second Avenue en la ciudad de Nueva York. Uno de los primeros éxitos de la compañía fue la distribución de la película de propaganda contra el cannabis de 1936 Reefer Madness, que se convirtió en un éxito de culto en los campus universitarios estadounidenses a principios de los años 1970. New Line también estrenó muchas películas clásicas en lengua extranjera, como Stay As You Are, Immoral Tales y Get Out Your Handkerchiefs (que se convirtió en la primera película de New Line en ganar un Oscar). El estudio también ha estrenado muchas de las películas de John Waters.
En 1976, New Line consiguió financiación para producir su primer largometraje, Stunts (1977), dirigido por Mark L. Lester. Aunque no se considera un éxito de crítica, la película tuvo un buen desempeño comercial en el mercado internacional y en televisión. 
En 1980, Michael Lynne, compañero de Shaye en la facultad de derecho, se convirtió en abogado externo y asesor de la empresa y renegoció su deuda.  
En 1983, Bryanston Distributing Company, la empresa que distribuyó por primera vez la película original La masacre de la motosierra de Texas, perdió los derechos de esa película y los derechos volvieron a sus propietarios originales. New Line compró los derechos y relanzó la película en los cines ese mismo año. Fue un gran éxito para el estudio. 
New Line amplió su producción cinematográfica a principios de la década de 1980, produciendo o coproduciendo películas como Poliéster, dirigida por John Waters, y Alone in the Dark. Poliéster fue una de las primeras películas en introducir una experiencia cinematográfica novedosa llamada Odorama, donde a los miembros de la audiencia se les proporcionaba un juego de tarjetas de "rascar y oler" para rascarlas y olerlas en momentos específicos durante la película, lo que proporcionaba una experiencia sensorial adicional. conexión con la imagen vista.  En 1983, Lynne se unió a la junta.  En 1984, Dawn Altyn y Jeff Youngs se unieron a New Line, respectivamente como gerente de ventas, divisiones este y sur de New Line Distribution, y controlador de impresión nacional del estudio, para distribuir nuevos proyectos. 

### Pesadilla en Elm Street
Pesadilla en Elm Street fue producida y lanzada por New Line en 1984. La franquicia resultante fue la primera serie comercialmente exitosa de New Line, lo que llevó a la compañía a ser apodada "La casa que construyó Freddy".  La película se hizo con un presupuesto de 1,8 millones de dólares y recaudó más de 57 millones de dólares.  Un año después, se estrenó Pesadilla en Elm Street 2: La venganza de Freddy, que recaudó 3,3 millones de dólares en sus primeros tres días de estreno y más de 30 millones de dólares en la taquilla de Estados Unidos. En 1986, la empresa salió a bolsa y poseía 1.613.000 acciones ordinarias. 
Con el éxito de la franquicia de Elm Street, New Line tomó medidas para expandir su negocio. Esto incluyó una renovación de su red de distribución,  la venta de sus películas en sindicación y televisión de pago (a través de Embassy Communications y Universal Pay Television, respectivamente),   y la creación de un brazo de distribución internacional. 
La tercera película de la serie, Pesadilla en Elm Street 3: Dream Warriors, se estrenó en 1987, el primer estreno nacional del estudio, y se estrenó en el número uno, recaudando 8,9 millones de dólares durante el fin de semana, un récord para una película independiente. en ese momento, y recaudó casi 45 millones de dólares en la taquilla estadounidense. Se han realizado otras seis películas. Los seis primeros recaudaron 500 millones de dólares en todo el mundo  y los tres siguientes 250 millones de dólares, para un total de 750 millones de dólares.

### Las Tortugas Ninja
En 1990, Lynne se convirtió en presidenta y directora de operaciones, con Shaye como presidente y director ejecutivo. El mismo año, New Line estrenó Teenage Mutant Ninja Turtles, que se convirtió en la película independiente más taquillera de todos los tiempos con una recaudación de 135 millones de dólares en Estados Unidos y Canadá, hasta que fue superada por The Blair Witch Project (1999).    Le siguió una secuela, Teenage Mutant Ninja Turtles II: The Secret of the Ooze (1991), que fue la segunda más taquillera con una recaudación de 78 millones de dólares en Estados Unidos y Canadá. Un tercero, Teenage Mutant Ninja Turtles III, siguió en 1993.

### Expansión
En noviembre de 1990, New Line compró una participación del 52% en la productora de televisión RHI Entertainment (ahora Halcyon Studios ), que luego sería vendida a Hallmark Cards en 1994.
A principios de 1991, Fine Line Features se creó como una subsidiaria de propiedad total encabezada por Ira Deutchman y estrenó películas como An Angel at My Table de Jane Campion y My Own Private Idaho de Gus Van Sant. A mediados de año, Carolco Pictures formó una empresa conjunta con New Line para iniciar Seven Arts, una empresa de distribución que distribuyó principalmente gran parte de la producción de bajo presupuesto de Carolco.  En 1997, Shine recibió la primera nominación del estudio al Premio de la Academia a la Mejor Película y su segunda película en ganar un Premio de la Academia con Geoffrey Rush como Premio de la Academia al Mejor Actor. 
En mayo de 1991, New Line compró los derechos de vídeo doméstico y extranjeros de 600 películas en poder de Sultan Entertainment Holdings (también conocido como Nelson Entertainment ). El acuerdo también incluía un acuerdo de distribución de 11 películas con Castle Rock Entertainment. El 27 de noviembre de 1991, New Line compró Sultan directamente.  
En 1992, Michael De Luca fue nombrado vicepresidente ejecutivo y director general de la unidad de producción.

### Adquisición por Turner y Time Warner
El 28 de enero de 1994, Turner Broadcasting System adquirió New Line Cinema por 500 millones de dólares, que luego se fusionó con Time Warner en 1996. New Line Cinema se mantuvo como su propia entidad separada, mientras que los estudios propiedad de Turner , Hanna-Barbera Productions y Castle Rock Entertainment, finalmente se convirtieron en unidades de Warner Bros.
Durante su tiempo como entidad separada de Warner Bros., New Line Cinema continuó operando varias divisiones, incluidas distribución teatral, marketing y video doméstico.
La suerte de la empresa sufrió una caída en 1996 después de pérdidas en La isla del Dr. Moreau y El largo beso de buenas noches.

### El Señor de los Anillos
New Line produjo la trilogía cinematográfica El Señor de los Anillos, que se convirtió en su película más exitosa hasta la fecha, recaudando más de 2.900 millones de dólares en todo el mundo.  Las películas fueron nominadas a 30 premios de la Academia, incluidas nominaciones al Premio de la Academia a la Mejor Película por cada película, y ganaron 17, y la película final, El Señor de los Anillos: el retorno del Rey (2003), ganó un premio (conjunto) récord de once, incluyendo Mejor Película,  además de ser la segunda película más taquillera de todos los tiempos en el momento de su estreno. 
A pesar del éxito de las películas de El Señor de los Anillos, Town and Country (2001) generó una pérdida de 100 millones de dólares y De Luca dejó el puesto de jefe de producción para ser reemplazado por Toby Emmerich. En 2001, Shaye y Lynne se convirtieron en copresidentes y codirectores ejecutivos. 
El estudio también fue socio en la fundación de una nueva empresa de distribución llamada Picturehouse en 2005. Especializada en cine independiente, Picturehouse fue formada por Bob Berney, que dejó la distribuidora Newmarket Films, New Line, que fusionó su división Fine Line en Picturehouse, y HBO Films, una división de HBO y filial de Time Warner, que estaba interesada en conseguir en el negocio del cine teatral.

### Fusión con Warner Bros.
El 28 de febrero de 2008, el director ejecutivo de Time Warner en ese momento, Jeffrey Bewkes, anunció que New Line cerraría como un estudio operado por separado. Shaye y Lynne dijeron que dimitirían con una carta a sus empleados. Sin embargo, prometieron, junto con Time Warner y Jeffery Bewkes, que la compañía continuaría operando sus operaciones de financiamiento, producción, comercialización y distribución de sus propias películas, pero lo haría como parte de Warner Bros. y sería un estudio más pequeño., estrenando un número menor de películas que en años anteriores.  La decisión se atribuyó en gran medida a la decepción de taquilla de The Golden Compass (2007), en la que New Line gastó 180 millones de dólares en su desarrollo, pero sólo recaudó 70 millones de dólares en el mercado estadounidense.  En marzo, Emmerich se convirtió en presidente y director de operaciones, mientras que los fundadores, Robert Shaye y Michael Lynne, abandonaron la empresa.
El 8 de mayo de 2008, se anunció que Picturehouse cerraría en otoño.  Posteriormente, Berney compró las marcas comerciales Picturehouse de Warner Bros. y relanzó la empresa en 2013. 
New Line se mudó de su antigua sede en Robertson Boulevard en Los Ángeles en junio de 2014 a Warner Bros. lote Edificio 76, anteriormente utilizado por Legendary Entertainment, ex cofinanciador de películas de Warner Bros.  La última película estrenada por New Line Cinema como compañía independiente fue la película Semi-Pro de Will Ferrell.
Desde 2016, New Line Cinema producía su propia serie de televisión (New Line Television se incorporó a Warner Bros. Television en 2008).
En cuanto al futuro de la compañía, Alan Horn, presidente de Warner Bros. en el momento de la consolidación, declaró: "No se requiere una cantidad presupuestaria. Harán alrededor de seis por año, aunque la cantidad puede ir de cuatro a siete; No van a ser 10." En cuanto al contenido, "New Line no se limitará a hacer género [...] No hay ningún mandato para hacer un tipo particular de película". 

## Películas

### Series de películas
| Título                                | Fecha de lanzamiento | N.º de películas | Notas                                                          |
| ------------------------------------- | -------------------- | ---------------- | -------------------------------------------------------------- |
| Evil Dead                             | 1981-2023            | 2                | Coproducción con Warner Bros.                                  |
| Una pesadilla en la calle Elm         | 1984-2010            | 9                | Coproducción con Warner Bros.                                  |
| Critters                              | 1986–92 (2019)       | 4 (5)            |                                                                |
| House Party                           | 1990-presente        | 6                |                                                                |
| Tortugas Ninjas mutantes adolescentes | 1990–93              | 9                | Coproducción con 20th Century Fox                              |
| The Texas Chainsaw Massacre           | 1974-2017            | 9                |                                                                |
| Viernes 13                            | 1980-2009            | 12               |                                                                |
| La máscara                            | 1994-2005            | 2                | Coproducción con Dark Horse Entertainment                      |
| Tonto y retonto                       | 1994-2003 (14)       | 2 (3)            | Coproducción con Universal Pictures                            |
| Viernes                               | 1995-presente        | 3                |                                                                |
| Mortal Kombat                         | 1995-presente        | 3                |                                                                |
| Austin Powers                         | 1997-2002            | 3                |                                                                |
| Blade                                 | 1998-2004            | 3                | Coproducción con Marvel Entertainment                          |
| Hora pico                             | 1998-2007            | 3                |                                                                |
| Destino final                         | 2000-presente        | 6                |                                                                |
| The Cell                              | 2000-09              | 2                |                                                                |
| El Señor de los Anillos               | 2001-03              | 3                |                                                                |
| Harold y Kumar                        | 2004–11              | 3                |                                                                |
| Sex and the city                      | 2008–10              | 2                | coproducción con Warner Bros. Pictures y HBO Films             |
| Horrible Bosses                       | 2011-14              | 2                | coproducción con Warner Bros. Pictures                         |
| Trilogía de El hobbit                 | 2012-14              | 3                | coproducción con Warner Bros. Pictures y Metro-Goldwyn-Mayer   |
| The Conjuring                         | 2013-presente        | 8                | coproducción con Warner Bros. Pictures                         |
| Rocky                                 | 2015-18              | 2                | coproducción con Warner Bros. Pictures y Metro-Goldwyn-Mayer   |
| It                                    | 2017-19              | 2                |                                                                |
| ¡Shazam!                              | 2019-23              | 3                | Coproducción con DC Studios Parte del Universo extendido de DC |

### Películas más taquilleras
| Pos. | Título                                             | Año  | Recaudación mundial | Notas |
| ---- | -------------------------------------------------- | ---- | ------------------- | --- |
| 1    | The Lord of the Rings: The Return of the King*     | 2003 | $1,142,456,987      | |
| 2    | The Hobbit: An Unexpected Journey                  | 2012 | $1,017,003,568      | Distribuido por Warner Bros. Pictures; coproducción con Metro-Goldwyn-Mayer Pictures                                |
| 3    | The Hobbit: The Desolation of Smaug                | 2013 | $958,366,855        | Distribuido por Warner Bros. Pictures; coproducción con Metro-Goldwyn-Mayer Pictures                                |
| 4    | The Hobbit: The Battle of the Five Armies          | 2015 | $956,019,788        | Distribuido por Warner Bros. Pictures; coproducción con Metro-Goldwyn-Mayer Pictures                                |
| 5    | The Lord of the Rings: The Two Towers*             | 2002 | $943,396,133        | |
| 6    | The Lord of the Rings: The Fellowship of the Ring* | 2001 | $888,159,092        | |
| 7    | It                                                 | 2017 | $701,796,444        | Distribuido por Warner Bros. Pictures; coproducción con Vertigo Entertainment, Lin Pictures y KatzSmith Productions |
| 8    | San Andreas                                        | 2015 | $473,990,832        | Distribuido por Warner Bros. Pictures; coproducción con Village Roadshow Pictures                                   |
| 9    | It Chapter Two                                     | 2019 | $473,093,228        | Distribuido por Warner Bros. Pictures; coproducción con Double Dream, Vertigo Entertainment, and Rideback           |
| 10   | Sex and the City                                   | 2008 | $418,765,321        | Distribuido por Warner Bros. Pictures; coproducción con HBO Films                                                   |
| 11   | Black Adam                                         | 2022 | $393,452,111        | Distribuido por Warner Bros. Pictures; coproducción con DC Studios                                                  |
| 12   | Shazam!                                            | 2019 | $365,971,656        | Distribuido por Warner Bros. Pictures; coproducción con DC Studios                                                  |
| 13   | The Nun                                            | 2018 | $365,550,119        | Distribuido por Warner Bros. Pictures; coproducción con Atomic Monster y The Safran Company                         |
| 14   | The Mask                                           | 1994 | $351,583,407        | |
| 15   | Rush Hour 2                                        | 2001 | $347,325,802        | |
| 16   | The Conjuring 2                                    | 2016 | $321,788,219        | |
| 17   | The Conjuring                                      | 2013 | $319,494,638        | Distribuido por Warner Bros. Pictures                                                                               |
| 18   | Austin Powers: The Spy Who Shagged Me              | 1999 | $312,016,928        | |
| 19   | Annabelle: Creation                                | 2017 | $306,515,884        | Distribuido por Warner Bros. Pictures                                                                               |
| 20   | Austin Powers in Goldmember                        | 2002 | $296,938,801        | |
| 21   | Wedding Crashers                                   | 2005 | $288,467,645        | |
| 22   | We're the Millers                                  | 2013 | $269,994,119        | Distribuido por Warner Bros. Pictures                                                                               |
| 23   | The Nun II                                         | 2023 | $269,467,073        | Distribuido por Warner Bros. Pictures                                                                               |
| 24   | Rush Hour 3                                        | 2007 | $258,097,122        | |
| 25   | Annabelle                                          | 2014 | $257,579,282        | Distribuido por Warner Bros. Pictures                                                                               |
| 26   | Dumb and Dumber                                    | 1994 | $247,275,374        | |
| 27   | Rush Hour                                          | 1998 | $244,386,864        | |
| 28   | Annabelle Comes Home                               | 2019 | $231,252,591        | Distribuido por Warner Bros. Pictures                                                                               |
| 29   | Elf                                                | 2003 | $221,845,341        | |
| 30   | The Conjuring: The Devil Made Me Do It             | 2021 | $206,431,050        | Distribuido por Warner Bros. Pictures                                                                               |